# جون إيثان هيل
جون إيثان هيل (بالإنجليزية: John Ethan Hill)‏ هو مدير فني أمريكي، ولد في 15 أكتوبر 1865 في مايستيك في الولايات المتحدة، وتوفي في 2 يوليو 1941 في بروكلين في الولايات المتحدة.